# Mortal Kombat II
Mortal Kombat II (afgekort naar MKII) is het tweede spel in de Mortal Kombat-reeks. Het spel was ontwikkeld en gepubliceerd door Midway. Het kwam in april 1993 uit als arcadespel. Later volgde ook andere platforms.

## Verhaal
500 jaar geleden, was Shang Tsung verbannen van het aardekoninkrijk. Met behulp van Goro moest hij de woede uit zijn evenwicht brengen en de planeet een hoge vlucht nemen aan een chaotisch bestaan. Door controle van de toernooien te grijpen Shaolin die hij heeft geprobeerd om de schalen van orde naar chaos te tippen. Slechts zeven strijders overleefden de slagen en de regeling van Shang Tsung eindigen hevig bij de handen van Liu Kang. Onder ogen ziend uitvoering voor zijn mislukking en de schijndood van Goro, overtuigt Tsung Shao Kahn om hem een tweede kans te verlenen. Moet het nieuwe plan van Shang Tsung zijn vijanden verlokken om in Outworld te concurreren waar zij bepaalde dood door Shao Kahn zelf zullen ontmoeten.

## Personages

### Speelbaar vanaf het Begin
- Liu Kang
- Reptile
- Sub-Zero
- Scorpion
- Raiden
- Jax
- Kung Lao
- Baraka
- Mileena
- Kitana
- Johnny Cage
- Shang Tsung

### Bazen
- Shao Kahn
- Kintaro

### Geheime Personages
- Jade
- Smoke
- Noob Saibot

## Arena's
- Kahn's Arena
- Kombat Tomb
- Living Forest
- The Armory
- The Dead Pool
- The Pit II
- The Portal
- The Tower
- Wasteland

## Platforms
| Jaar | Platform                                                                   |
| ---- | -------------------------------------------------------------------------- |
| 1993 | Arcade                                                                     |
| 1994 | Amiga, DOS, Game Boy, Game Gear, SEGA Master System, SNES, Sega Mega Drive |
| 1995 | SEGA 32X                                                                   |
| 1996 | PlayStation, SEGA Saturn                                                   |
| 2005 | PlayStation 2, Xbox (via Mortal Kombat: Shaolin Monks)                     |
| 2007 | PlayStation 3                                                              |

## Ontvangst
| Beoordeeld door                      | Platform        | Datum            | Score |
| ------------------------------------ | --------------- | ---------------- | ----- |
| Game Players                         | SNES            | september 1994   | 95%   |
| Super Play Magazine UK               | SNES            | oktober 1994     | 90%   |
| Nintendo Magazine System UK          | Game Boy        | 1994             | 89%   |
| Jeuxvideo.com                        | Sega Mega Drive | 23 maart 2011    | 85%   |
| Sega Force                           | Sega Mega Drive | 22 februari 1995 | 85%   |
| All Game Guide                       | SEGA 32X        | 1998             | 80%   |
| Video Games & Computer Entertainment | Game Gear       | oktober 1994     | 70%   |
| Joystick (Frans)                     | Amiga           | januari 1995     | 70%   |
| All Game Guide                       | SEGA Saturn     | 1998             | 50%   |
| GamePro (USA)                        | SEGA 32X        | april 1995       | 50%   |